# Mecistogaster asticta
Mecistogaster asticta là một loài chuồn chuồn kim thuộc họ Pseudostigmatidae là loài đặc hữu của Brasil. Môi trường sống tự nhiên của chúng là rừng ẩm vùng đất thấp nhiệt đới hoặc cận nhiệt đới, ở đó nó is threatened by deforestation.